# Goldene Kamera Digital Award
Der Goldene Kamera Digital Award (kurz #GKDA) ist ein Medienpreis, den eine Jury der Funke Mediengruppe, neben der Preisvergabe der Goldenen Kamera, 2017 erstmals vergeben hat. Ausgezeichnet werden die besten Webformate des Vorjahres und ihre Macher.

## Geschichte

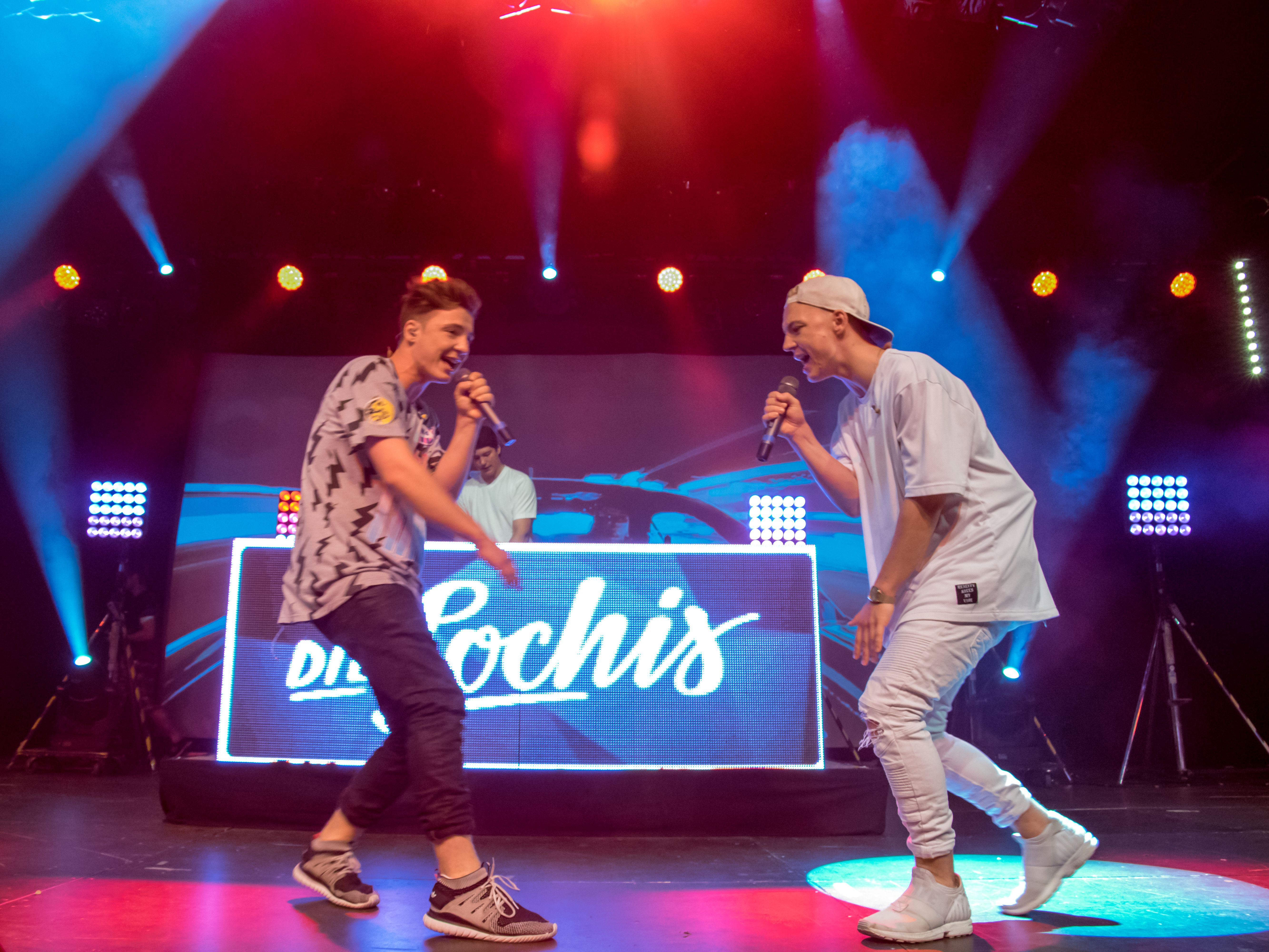
Die Lochis sind die ersten mit dem Goldene Kamera Digital Award ausgezeichneten Internet-Stars

2017 wurde erstmals der Goldene Kamera Digital Award an Künstler verliehen. Er zeichnet Internet-Stars aus. Der Preis wird in sechs Kategorien vergeben. Die ersten Nominierten für die Goldene Kamera Digital Awards 2017 wurden im November und Dezember 2016 bekanntgegeben. Die ersten mit dem Goldene Kamera Digital Award ausgezeichneten Internet-Stars waren Die Lochis, die im Januar 2017 den Preis überreicht bekamen. 2018 wird der Preis in Kooperation mit Youtube vergeben.

## Grundlage der Entscheidung
Grundlage der Entscheidung einer Expertenjury der Funke Mediengruppe bildete die Social-Media-Analyse 2016 der GfK Entertainment.

## Kategorien
Der Preis wurde 2017 in den Kategorien #MusicAct, #ViralerClip, #Reportage, #Channel, #Serie und #Comedy vergeben. Im Jahr 2018, nach der Kooperation mit Youtube, sind die Kategorien Best of Comedy & Entertainment, Best of Education & Coaching, Best of Review & Information, Best of Sports, Best of Let’s Play & Gaming und Best Brand Channel.

## Nominierte und Preisträger
Die Preisträger des ersten Goldene Kamera Digital Awards wurden im Januar und Februar 2017 ausgezeichnet, teils ohne vorherige Ankündigung. Heiko und Roman Lochmann alias Die Lochis bekamen den Goldene Kamera Digital Award in der Kategorie #MusicAct beispielsweise am 4. Januar 2017 bei ihrem Konzert in der Berliner Columbiahalle überreicht. Die Jury der Goldenen Kamera lobte das Duo als „Idole für Millionen“ und „Popstars der digitalen Welt“.

### Kategorie Best Music Act
In der Kategorie Best Music Act entscheidet das Publikum über die Vergabe des Preises. Die Jury trifft lediglich eine Vorauswahl, die im Jahr 2018 14 Künstler umfasste, aus der drei Nominierungen hervorgingen.
2019
Wincent Weiss
(Laudatio: Joyce Ilg)
2018
Moritz Garth
Michael Schulte
Selina Mour
(Laudatio: Jeannine Michaelsen und Steven Gätjen)
2017 (Kategorie #MusicAct)
Die Lochis
AnnenMayKantereit
Mudi

### Kategorie #ViralerClip
2017
BE DEUTSCH von Jan Böhmermann
Darth Maul: Apprentice – A Star Wars Fan Film von T7pro
PPAP Pen Pineapple Apple Pen in 15 Styles von Julien Bam

### Kategorie Best of Information
2020
maiLab (funk) von Mai Thi Nguyen-Kim
(Laudatio: Joseph Bolz)
2019
STRG F (funk)
maiLab (funk) von Mai Thi Nguyen-Kim
MrWissen2go (funk) von Mirko Drotschmann
(Laudatio: Linda Zervakis)
2018
Felix Michels (bekannt als „Tomatolix“)
reporter (funk)
Y-Kollektiv (funk)
(Laudatio: Pinar Atalay)
2017 (Kategorie #Reportage)
Im Märkischen Sand von Katalin Ambrus, Nina Mair und Matthias Neumann
Klangökologie: Symphonien der Natur von Andreas von Bubnoff
Das Paris-Protokoll von Christian Frey, Kai Schächtele und Jan M. Schäfer

### Kategorie Best Brand Channel
In der Kategorie Best Brand Channel entscheidet das Publikum über die Vergabe des Preises. Die Jury trifft lediglich eine Vorauswahl, die im Jahr 2017 20 Kanäle umfasste, aus der drei Nominierungen hervorgingen.
2020
yumtamtam
(Laudatio: Stefanie Kuhnhen)
2019
eBay Kleinanzeigen-WG
Turn on
Die Techniker
(Laudatio: Dörte Spengler-Ahrens)
2018
Berliner Verkehrsbetriebe
Hornbach
Edeka
(Laudatio: Jeannine Michaelsen und Steven Gätjen)
2017 (Kategorie #Channel)
LeFloid
Julien Bam
The Simple Club

### Kategorie #Serie
In der Kategorie #Serie entscheidet das Publikum über die Vergabe des Preises. Die Jury trifft lediglich eine Vorauswahl, die im Jahr 2017 20 Serien umfasste, aus der drei Nominierungen hervorgingen.
2017
House of Cards
Orange Is the New Black
Stranger Things

### Kategorie Best of Entertainment
In der Kategorie Best of Entertainment werden Comedians und Comedy-Formate ausgezeichnet, die im Vorjahr im deutschsprachigen Internet (aufgrund viraler Verbreitung) in den Augen der Jury für die beste Unterhaltung im Netz gesorgt haben.
2020
Tedros Teclebrhan
(Laudatio: Marti Fischer)
2019
Joseph Bolz (bekannt als „Joseph DeChangeman“)
Postillon24
Robin Blase (bekannt als „RobBubble“)
(Laudatio: Ariane Alter)
2018
Jay Samuelz und Arya Lee (bekannt als Jay & Arya)
Julien Bam
Marti Fischer
(Laudatio: Sebastian Pufpaff)
2017 (Kategorie #Comedy)
Torge Oelrich (bekannt als Comedian „Freshtorge“)
Kathrin Fricke (bekannt unter ihrem Pseudonym „Coldmirror“)
Katjana Gerz und Florentin Will (für den Channel „Gute Arbeit Originals“)

### Kategorie Best of Let’s Play & Gaming
2019
Dominik Neumayer (bekannt als „Domtendo“)
(Laudatio: Daniele Rizzo)
2018
Senioren Zocken
Game Two (funk)
Erik Range (bekannt als „Gronkh“)
(Laudatio: Jeannine Michaelsen)

### Kategorie Best of Education & Coaching
2020
Marti Fischer

Laura Kampf
(Laudatio: Saliha Özcan)
2019
Saliha Özcan (für „Sallys Welt“)
Laura Kampf
Benjamin Jaworskyj
(Laudatio: Daniele Rizzo)
2018
Kurzgesagt – In a Nutshell
Mirko Drotschmann (bekannt als „MrWissen2go“; funk)
Saliha Özcan (für ihren Kanal „Sallys Welt“)
(Laudatio: Jeannine Michaelsen)

### Kategorie Best of Sports
2018
freekickerz
Sophia Thiel
Mady Morrison
(Laudatio: Steven Gätjen)

### Kategorie Best Newcomer
2020
Abdelkarim (für „Abdelkratie“)
(Laudatio: Joyce Ilg)
2019
Frank Elstner (für „Wetten, das war’s?“)
Leeroy Matata (für „Leeroy will’s wissen“)
Arseny Knaifel (für „My Name Is Andong“)
(Laudatio: Kai Pflaume)

### Special Award

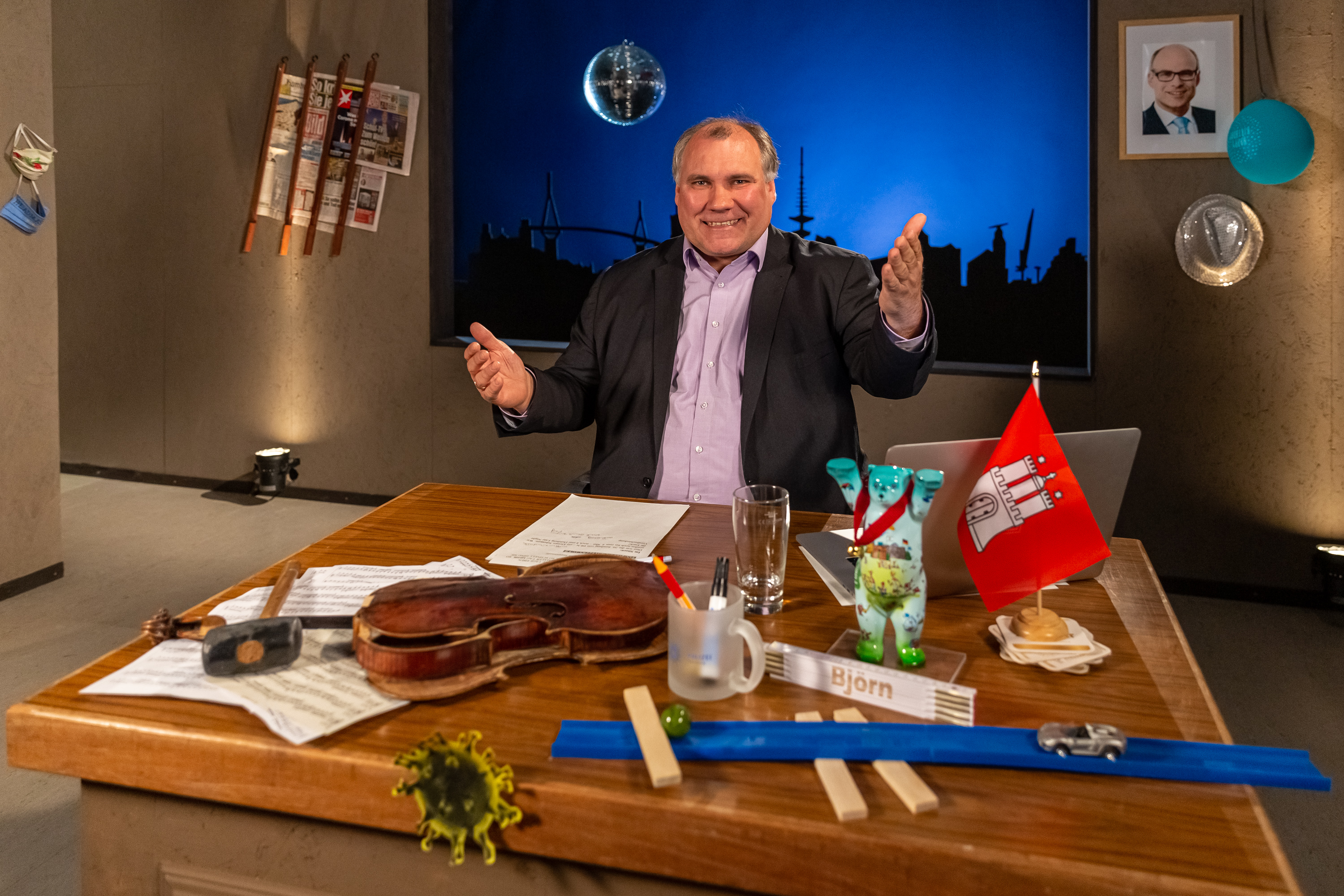
Der Schulleiter Björn Lengwenus am Set von Dulsberg Late Night, 2020

2020
Dulsberg Late Night
(Laudatio: Linda Zervakis)
2019
Rezo
(Laudatio: Linda Zervakis)
2018
Germania (funk)
(Laudatio: Mateo Jasik u. a.)

### Special Award International
2020
Andrea Bocelli
(Laudatio: Daniele Rizzo)

## Preisverleihung und Übertragung
Die erste Verleihung des Goldene Kamera Digital Awards wurde am 18. Februar 2017 ab 21:55 Uhr in ZDFneo und auf der Website der Goldenen Kamera gezeigt. Die Moderation übernahm Steven Gätjen zusammen mit Joyce Ilg. Als Sidekick kam William Cohn zum Einsatz.
Die zweite Verleihung des YouTube Goldene Kamera Digital Awards fand am 27. September 2018 um 19:30 Uhr im Kraftwerk Berlin statt und wurde live auf YouTube gezeigt. Die Moderation übernahm Steven Gätjen zusammen mit Jeannine Michaelsen.
Die dritte Verleihung des YouTube Goldene Kamera Digital Awards fand am 26. September 2019 um 20 Uhr im Kraftwerk Berlin statt und wurde live auf YouTube gestreamt. Die Moderation übernahm Linda Zervakis zusammen mit Daniele Rizzo.
Die vierte Verleihung des YouTube Goldene Kamera Digital Awards fand am 8. September 2020 um 19 Uhr im Rahmen des YouTube Festivals im YouTube Space Berlin statt, wegen der COVID-19-Pandemie ohne Publikum, und wurde live auf YouTube gestreamt. Die Moderation übernahmen erneut Linda Zervakis und Daniele Rizzo.